# Ranxeria Middletown
La ranxeria Middletown d'indis pomo de Califòrnia és una tribu reconeguda federalment d'amerindis pomo, però també engloba wappos i miwoks del llac, a Califòrnia, amb seu a Middletown (Califòrnia).
La reserva de la tribu és la ranxeria Middletown, sitauda al nord-nord-oest de Santa Rosa. Fou establerta en 1910 i ocupa 109 acres (0,44 km²) al comtat de Lake. Aproximadament 73 membres tribals viuen a la reserva.
Els pomos de Middletown posseeixen l'Hotel i Casino Twin Pine, situat a Middletown.